# 화성신동초등학교
화성신동초등학교(華城新洞初等學校)는 대한민국 경기도 화성시에 있는 공립 초등학교이다.

## 학교 연혁
- 2023년 3월 1일 : 개교